# 박건희
박건희(朴建希, 1967년 4월 5일 ~ 1995년 10월 10일)는 대한민국의 사진가이자 벤처기업가이다.

## 생애
1967년 강원도 춘천 출생으로 서울 신천초등학교 잠실중학교 영동고등학교를 졸업하고 중앙대학교에서 사진을 전공하였다. 고등학교 졸업 이전인 1986년 1월에 서울 강남구 청담동에서 대안공간 형태의 장소를 빌려 제1회 개인전 ‘껍데기로부터의 해방’을 열었다.
1990년에는 이문세 7집과 캐럴 집 ‘Christmas & Remembrance’의 앨범 재킷 사진과 디자인을 맡아 재능을 보였고, 두 번째 개인전은 1991년에 대학로 소극장 ‘학전’에서 음악과 사진의 콜라보레이션 형태의 ‘박건희 초대전과 노영심의 작은 음악회’를 열어 신선한 충격을 주었다. 당시 전시장에서는 노영심과 김형석이 시간을 정해 피아노 연주를 하고 있었고 벽에는 박건희의 사진들이 걸려 있었다. 당시 전시장에는 중학교 은사인 서여원 선생님이 ‘제자들이 성장하여 신문에 나면 축하를 위해 제자를 찾아오겠다고 한 약속’을 지키려 케이크와 꽃을 들고 찾아왔었다. 1993년에는 러시아 볼쇼이 오케스트라와 협연한 작곡가 이영훈의 소품집 1집 A Short Piece와 2집 Collection 앨범 재킷의 사진 작업을 위해 이영훈과 함께 러시아로 갔다. 이 앨범들은 프랑스 칸에서 열린 세계 최대 음악 박람회인 미뎀(MIDEM)에 출품되어 이영훈의 음악이 세계에 알려진 계기가 되었다.
박건희는 사진에 대한 열정으로 창작 활동을 하며 사진가로서 주목을 받던 중 93년 9월 프랑스 에꼴 드 보자르의 스페셜 아틀리에 과정을 밟기 위해 유학을 떠났고 유학 후에는 아프리카로 가려는 계획을 갖고 있었다.
그런데 파리에서 보자르 스페셜 과정 멀티미디어 전공 중에 우연히 고교 동창 이재웅을 만났다.
89년 비트 넷을 쓰면서 인터넷을 접한 이재웅은 93년 2월 대학원 졸업 후 같은 해 8월 프랑스 ENS에서 인지과학 박사과정을 하러 파리에 온 유학생이었다.
미래에는 인터넷 매체가 상당히 중요할 것이라고 인식한 박건희와 예술 분야에 대해서는 무지하지만, 관심이 컸던 이재웅과의 만남은 다음커뮤니케이션과 Virtual Gallery를 구상하게 하였다. 두 사람은 시공을 초월한 작품 교류와 문화 예술의 공감대 형성을 위한 최상의 공간이 인터넷이라고 생각했다.
1994년 말에 한국으로 귀국하여 ㈜다음커뮤니케이션을 공동 창업하였다. 회사명 다음(DAUM)의 의미는 첫째는 미래를 준비하고 있다는 의미이고 둘째는 한자로 여러 가지 음(音)이라는 의미였다. 컴퓨터를 이용한 인터넷은 현재(1995년)뿐만 아니라 미래에서의 활용 영역은 누구도 예상할 수 없을 정도로 광범위하다고 내다봤다. 박건희 이재웅 두 사람이 공동 대표인 ㈜다음커뮤니케이션은 인터넷상의 문화예술 정보망을 구축하는 것으로 포문을 열었다.
다음은 인터넷 웹 서비스를 이용하여 기업의 다이렉트 마케팅 기획 및 소비자 기호조사 등 각종 프로모션을 통해 새로운 인터렉티브 광고개념을 실현하고자 했다. 당시 잡지사와 방송을 통해 마우스 하나로 국경을 넘나드는 다음 커뮤니케이션의 젊은 예술가 박건희로 소개되면서 인터넷에 대한 이해와 홍보의 역할에 앞장섰다. 14명의 예술 전공자들과 컴퓨터 공학도들이 함께 모여 열정과 도전정신을 바탕으로 시작한 ㈜다음커뮤니케이션은 아시아 최초의 Virtual Gallery를 운영하였다.
Virtual Gallery(당시 웹사이트 주소 http://cezanne.daum.co.kr/gallery/keon/park.aspl)의 전시는 먼저 메일을 통해 전 세계 인터넷에 연결된 화랑, 각 대학 그리고 일반인들에게 초대장을 보내 홍보하고, 작가의 이력 사항부터 전시 초대의 글, 작품 등을 모두 게재하여 누구든지 그 작가의 사이트에 들어와 전시를 볼 수 있게 만들었다. 첫 번째 전시로 열린 ‘Image & Images’ 展은 한국 문화를 담고 있는 67점의 박건희 사진 작업이었는데, 한 달간의 전시를 통해 국내외에서 62만 372건의 조회 건수를 기록할 만큼 많은 관심을 받았다. ‘Image & Images’ 展을 본 영국의 예술계간지 인터 알리아스는 박건희 作 Summer Camp 시리즈 중 4점을 1995년 JUNE에 실었다. 당시 박건희 작품과 한국 지도가 함께 소개되었다. Virtual Gallery는 서구에서 시작되었고 서양 문화 중심이던 인터넷에 한국의 예술을 소개하면서 세계에 한국 문화를 알리는 데 이바지를 했다. 이 일로 인해 박건희는 인터넷 전시가 오프라인 잡지에 실리는 것으로 연계됨으로써 인터넷의 위력을 느꼈다.
박건희 개인전에 이어 구본창, 임석제, 성두경의 사진 작품을 전시하면서 국내 최고의 인기 웹사이트로 떠올랐다. 그 결과 95년 미국 웹 서베이 업체인 포인트 커뮤니케이션 사가 선정하는 세계 베스트 사이트로 국내에서는 최초로 선정되었다. 은사였던 구본창 사진가는 당시 벤처창업으로 애쓰는 제자에게 백만 원을 후원했다. 그 외에도 서울국제 만화 페스티벌 95’ ‘한국 패션 넷’ 등을 기획하면서 화제를 뿌렸다. 1995년 9월 20일부터 11월 20일까지 개최된 제1회 광주 비엔날레 ’경계를 넘어’를 인터넷으로 생중계하여 전 세계의 출품작 및 출품작 비평 등의 자세한 소식을 전하고 당시 광주지역의 숙소와 음식점 등을 실시간으로 업데이트하여 새로운 형태의 문화축제 장을 열었다.
1995년 10월 10일 전시 기간에 과로로 인한 심정지로 29세의 안타까운 나이에 生을 마감하였다.
사망 후 1996년에 중앙대학교 은사 한정식 교수는 현재 명지대학교 박주석 교수에게 박건희 유작전 기획을 당부하여 1996년에 청담동 지현갤러리에서 유작전 ‘영원히 닫힌 공간에서’를 열었다. 한정식 교수는 ‘박건희는 학창시절 일찍부터 자신의 작품세계를 가지고 있어서 가르칠 것이 별로 없었다고 하며 사진을 통해 사물을 예술의 경지까지 끌어올리는 탁월한 감수성을 가지고 있었다’고 회고했다.
2001년에 유족(박건희의 누나 박은숙, 박서현)은 故 박건희의 창의적 정신과 시각문화에 대한 열정을 기리기 위해 주)다음커뮤니케이션 前 대표이사 이재웅과 이사 이택경에게 출연을 받아 사진가 구본창을 초대 이사장으로 하여 박건희문화재단을 설립하였다. 박건희문화재단은 2005년 박건희 10주기에 ‘박건희 유작 사진집’을 발간하고 당시 운영하던 대안공간건희에서 10주기 사진전을 열었다. 2006년에 그의 작업 중 DREAM 시리즈 가운데 8점이 국립현대미술관에 소장되었다.
현재 박건희문화재단은 Virtual Gallery, 다음작가상, 미래작가상, 다음주니어 사진 페스티벌, 시각문화 나눔 등의 사업을 하고 있다. 특히 Virtual Gallery는 한국의 대표 사진가들의 작품을 수집하여 제공하는 국내 최대 사진 아카이브로 故 박건희의 사진문화를 대중과 나누고자 하는 뜻을 실천하고 있다.

## 이력
- 1967 강원도 춘천시 출생
- 1986 서울시 강남구 영동고등학교 졸업
- 1986 첫 번째 개인전 '껍데기로부터의 해방’, 서울
- 1986 중앙대학교 사진학과 입학
- 1991 두 번째 개인전 ‘박건희 초대전과 노영심의 작은 음악회’, 학전소극장, 서울
- 1993 중앙대학교 사진학과 졸업
- 1993 프랑스 유학( 파리 에꼴 드 보자르 스페셜 과정. 멀티미디어아트)
- 1995 (주)다음커뮤니케이션 공동 창업
- 1995 세 번째 개인전 ‘Image, Images’ (주)다음커뮤니케이션 Virtual Gallery
- 1995 제1회 광주비엔날레 인터넷 생중계
- 1995 국내 최초로 인터넷 전시회 개최
- 1995 Summer Camp 시리즈 영국 예술계간지 인터알리아스에 소개
- 1995 ㈜다음커뮤니케이션 사이트 미국 포인트 커뮤니케이션사가 선정하는 세계 우수 웹사이트 5%안에 국내에서 최초로 추천됨
- 1995 ㈜다음커뮤니케이션 홈페이지 : 한국일보사와 ㈜나우콤이 공동 주최한 <제1회 서울웹소사이어티 홈페이지 콘테스트>에서 단체 부분 대상 수상
- 1995 자택에서 심정지로 사망
- 1996 유작전, 영원히 닫힌 공간에서, 지현갤러리, 서울
- 2005 박건희 타계 10주기 유작사진집 발간회 및 사진전, 대안공간건희, 서울
- 2005 박건희 유작 사진집 발간
- 2006 Dream 시리즈 8점, 국립현대미술관 소장
- 2010 그룹전, 아날로그와 디지털의 한마당, 한국미술관, 용인
- 2014 그룹전, 2014 동강국제사진제-강원도 사진가전, 동강사진박물관, 영월
- 2021 그룹전, 2021 기다리는 시간, CCP Wall Gallery, 서울

## 작품
- In the City
- Summer Camp
- Still Life
- Dream
- Avignon
- TV